# Pablo Ayala
Pablo Ayala (ur. 20 marca 1982 r. w Asunción) – paragwajski kulturysta. Mistrz Paragwaju oraz Ameryki Południowej w kulturystyce.

## Życiorys
Pochodzi z Asunción, stolicy Paragwaju. Zna języki: hiszpański, portugalski oraz guarani.
Członek Międzynarodowej Federacji Kulturystyki i Fitnessu (IFBB), kulturysta zawodowy. W 2005 roku w trakcie Mistrzostw Argentyny w kulturystyce uhonorowano go medalem przyznawanym mistrzowi zagranicznemu. W 2008 podczas Amatorskich Mistrzostw Ameryki Południowej w kulturystyce zdobył srebrny medal w kategorii wagowej ciężkiej. Rok później ponownie brał udział w tych zmaganiach; w kategoriach superciężkiej oraz ogólnej (wszechwag) wywalczył złoto. Także w 2009 startował w zawodach IFBB Arnold Amateur, w kategorii ciężkiej plasując się na drugim miejscu na podium, oraz w konkursie Mr. Xtreme, rozegranym w Asunción, gdzie zdobył złoto w kategorii seniorów o masie ciała przekraczającej sto kilogramów oraz w kategorii ogólnej. Wkrótce potem przeszedł na zawodowstwo. W 2015 zakwalifikował się do prestiżowych zawodów Mr. Olympia. W trakcie zmagań IFBB 2015 Orlando Show of Champions zajął czwartą pozycję. W 2015 federacja IFBB przyznała mu tytuł najlepszego kulturysty paragwajskiego, a także jednego z dziesięciu najlepszych kulturystów światowych. Dziennikarze strony abc.com.py nazwali Ayalę "sportowcem elitarnym".
Poza sezonem zmagań kultyrystycznych waży ponad sto trzydzieści kilogramów. Prowadzi seminaria sportowe.
Ma córkę. Pracuje jako trener personalny.